# Orbánfalu
Orbánfalu (németül: Urbersdorf) Németújvár településrésze, egykor önálló község Ausztriában Burgenland tartományban a Németújvári járásban.

## Fekvése
Németújvár központjától 5 km-re keletre a Strém-patak bal partján fekszik.

## Története
A település keletkezéséről nincs pontos adat, de a 16. században már létezett. Nevét feltehetően alapítójáról és első birtokosáról kapta. A németújvári uradalomhoz és a németújvári Szent Jakab plébániához tartozott. 1524-től a Batthyány család birtoka volt. Az 1538-as összeírás 31 portát számlált a faluban. 1548-ban 25, 1588-ban 40, 1599-ben 40, 1634-ben 50 portája volt. 1643-ban 64 házában 301 lakos élt. 1787-ben 36 háza és 251 lakosa volt. 1804-ban 35 házában 251 lakos élt. 1828-ban 46 háza és 346 lakosa volt. 1857-ben 47 házat számláltak itt 290 lakossal. 1856-ban új iskolát épültek a településen. 1858-ban egy tűzvészben hat ház égett le, házaikat a károsultak új helyen építették fel újra. 1893-ban a filoxérajárvány itt is elpusztította a szőlőültetvényeket, mely súlyos csapást jelentett a lakosságra.
Vályi András szerint: „ORBÁNFA. Orbansdorf. Vas Várm. földes Ura G. Batthyáni Uraság, lakosai katolikusok, fekszik Német Újvárnak szomszédságában, földgye közép termékenységű, határja többnyire hegyes, szőlejek jó borokat teremnek.”
Vas vármegye monográfiája szerint: „Orbánfalu házainak száma 59, lélekszáma 364. A lakosok r. kath. és ág. ev. vallásúak, németajkúak. Postája Strém, távirója Németujvár. Birtokos herczeg Batthyány Fülöp. Határában fogják elvezetni a tervezett körmend-németujvári vasútvonalat.”
1910-ben 377, túlnyomórészt német lakosa volt. A trianoni békeszerződésig Vas vármegye Németújvári járásához tartozott. 1921-ben Ausztria Burgenland tartományának része lett. 1971-ben Németújvárhoz csatolták. 2001-ben 248 lakosa volt.

## Nevezetességei
A Boldogságos Szűzanya tiszteletére szentelt római katolikus temploma 1908-ban épült.

## Külső hivatkozások
- Várszentmiklós weboldala
- Orbánfalu a dél-burgenlandi települések honlapján
- Burgenland településeinek történeti lexikona